# Kosciuszko-Nationalpark
Der Kosciuszko-Nationalpark (engl. Kosciuszko National Park) ist ein 6734,92 km² großes Naturschutzgebiet im australischen Bundesstaat New South Wales, etwa 350 km südwestlich der Metropole Sydney.

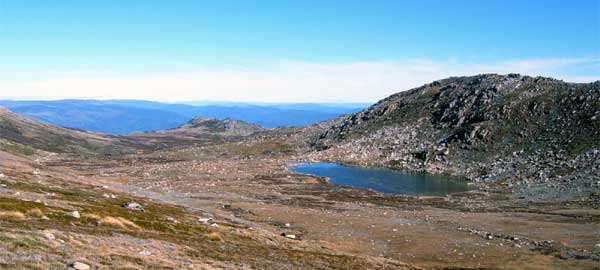
Lake Cootapatamba in einem ehemaligen Gletschertal mit typischer U-Form

Der Nationalpark befindet sich im Gebirgszug der Snowy Mountains und umgibt seinen Namensgeber, den Mount Kosciuszko, der mit 2228 m der höchste Berg des Kontinentes ist. Aufgrund der großen Höhe findet man im Park ein für Australien außergewöhnliches alpines Klima mit entsprechender Vegetation und die Landschaft zeigt Spuren einer früheren Vergletscherung. Ebenfalls im Park befindet sich Mount Townsend, der mit 2209 m zweithöchste Berg auf dem Festland des australischen Kontinents.
Der Nationalpark wurde im Juni 1944 gegründet und ist der größte in New South Wales.